# Busendorf (Beelitz)
Busendorf ist ein Ortsteil der Stadt Beelitz im Landkreis Potsdam-Mittelmark in Brandenburg.

## Geografische Lage
Busendorf liegt naturräumlich zwischen der Zauche im Osten und der Beelitzer Heide im Süden. Der südöstliche und östliche Teil der Gemarkung ist vorwiegend bewaldet, ebenso der südwestliche Teil, der an den Truppenübungsplatz Lehnin angrenzt. Die nördlichen Flächen, die Neue Wiesen und Das Luch, werden vorzugsweise für den Anbau landwirtschaftlicher Produkte wie Spargel genutzt. Sie werden durch den Luchgraben (Kanin) entwässert, der in den Emster Kanal führt. Im Nordwesten lag zu einem früheren Zeitpunkt die wüste Feldmark Heensdorf. Im Norden grenzt der Wohnplatz Resau des Werderaner Ortsteils Bliesendorf an; südöstlich liegt der Beelitzer Ortsteil Fichtenwalde, südlich die Waldgemeinde Borkwalde sowie mit Emstal im Westen ein Ortsteil der Gemeinde Kloster Lehnin.

## Etymologie
Zuverlässig ist die Herkunft des ungewöhnlichen Ortsnamens nicht belegt. Nach einer kirchlichen Version war die Kapelle des Gemeindeteils Kanin vor Jahrhunderten eine Betstelle des Zisterzienserklosters Lehnin, in der Mönche in Abgeschiedenheit ihre Andacht halten und Buße ableisten konnten. Der Ort der „Buße“ entwickelte sich zum heutigen Namen. Die Lage an einem Busen (Bucht) des inzwischen ausgetrockneten Sees, den es an der Stelle der heutigen Luchwiesen gab, ist eine weitere Erklärung.

## Geschichte
Busendorf wurde 1419/1420 das erste Mal als Busendörff mit einem Richter, der drei Hufe Land besaß, urkundlich erwähnt. Im Jahr 1445 erschien die Schreibweise Busendorff. Das Dorf gehörte vor 1445 bis 1593 der Familie von Rochow mit allem Recht sowie der Ober- und Untergerichtsbarkeit (1693). Dort lebten im Jahr 1531 insgesamt zehn Einwohner „mit Haus und Hof“, darunter auch der Dorfschulze sowie ein Kossät mit einem Acker und weiteren sechs Kossäten, die einen Acker und eine Wiese bewirtschafteten. Drei Höfe waren ausgebrannt, möglicherweise Folge eines Feuers im Ort; allerdings wurden die Höfe wieder besetzt: Im Jahr 1575 lebten in Busendorf neun Hufner und zwei Kossäten. Busendorf besaß nie eine eigene Kirche, sondern war nach Kanin eingepfarrt. Der dortige Pfarrer erhielt 1575 insgesamt 54(!) Scheffel Korn. Im Jahr 1593 übernahm die Familie von der Streithorst das Dorf, hielten es aber nur bis 1604. Sie übergaben es an die Familie von Hake, die es bis 1801 in ihrem Besitz führten. Aus dieser Zeitspanne sind bislang nur wenige Daten überliefert: So lebten im Jahr 1676 insgesamt sechs Einwohner im Dorf, 1718 waren es elf Hufner und fünf Kossäten. Im Jahr 1743 wurden ein Dreihufner (der Dorfschulze) und acht Einhufner auf der elf Hufen großen Gemarkung geführt. Diese Höfe bestanden auch noch im Jahr 1764 fort. Zusätzlich lebten im Dorf ein Kossät ein Halbkossät und ein Häusler. Sie brachten auf einer Hufe 6 Dresdner Scheffel 4 Metzen Aussaat aus. Die Bevölkerung wuchs auf 23 angesessene Einwohner; allerdings zählte hierbei die Hälfte der Bevölkerung aus Kanin bereits mit.
Im Jahr 1801 übernahm die Familie von Arnstedt bis 1872 das Dorf. Fünf Jahre später lebten dort ein Dreihufner (der Dorfschulze), acht Einhufner und vier weitere Personen, darunter ein Häusler und ein Tagelöhner. Die Gemarkung war nach wie vor elf Hufen groß. Die typisch wendischen Rundlingssiedlungen bildeten bis zu den Befreiungskriegen 1815 als Exklave den nördlichsten Zipfel des Kurfürstentums Sachsen und waren fast vollständig vom preußischen Land umgeben. Das ergab kuriose Situationen. Während Kanin selbst kursächsisch war, gehörte der Dorfkrug zu Preußen. Preußische Deserteure des „Ersten Gardebataillons zu Fuß“ aus Potsdam konnten sich in den sächsischen Dörfern in Sicherheit bringen, doch im preußischen Dorfkrug gingen die Fahnenflüchtigen oft in die Falle der Husaren aus Ferch. Auf sie wartete der Spießrutenlauf in Potsdam. Auch für die Schmuggler war die Gegend lohnend. „Kaffeegrund“ hieß ein Gehölz, in dem zu Zeiten von König Friedrich I. ein reger, illegaler Grenzverkehr stattfand. Die begehrten und teuren Kaffeebohnen wurden illegal vom liberalen Sachsen ins sittenstrenge Preußen befördert. Unter der Leitung der von Arnstedt entwickelte sich Busendorf zu einem Rittergut mit Dorf, in dem im Jahr 1837 insgesamt 17 Wohnhäuser standen. Das Jahr 1858 führte ebenfalls das Dorf und Gut auf, allerdings „ohne Gehöft“. Im Ort standen 22 Wohn- und 35 Wirtschaftsgebäude. Der Ort war 4907 Morgen (Mg) groß: 10 Mg Gehöfte, 7 Mg Gartenland, 1126 Mg Acker, 163 Mg Wiese, 119 Mg Weide und 3482 Mg Wald.
Im Jahr 1900 war der Bestand auf 35 Wohnhäuser angewachsen und stieg auf 45 Wohnhäuser mit 63 Haushaltungen im Jahr 1931 an. Busendorf bestand zuvor aus dem Dorf und dem Gemeindebezirk mit der Bredereckschen und Willmannschen Siedlung; 1931 mit den Wohnplatz Borkwalde. Im Jahr 1939 gab es drei land- und forstwirtschaftliche Betriebe, die größer als 100 Hektar waren. Sechs Betriebe waren zwischen 20 und 100 Hektar, vier zwischen 10 und 20 Hektar, drei zwischen 5 und 10 Hektar sowie 28 zwischen 0,5 und 5 Hektar.
Nach dem Zweiten Weltkrieg wurden 294 Hektar enteignet: 51,7 Hektar Acker, 25,3 Hektar Wiese und 217 Hektar Wald. Am 1. Juli 1950 wurden Kanin und Klaistow in die damalige Gemeinde Busendorf eingegliedert. Wegen ihrer geringen Gemeindegröße hatten die drei Dörfer nur eine gemeinsame Kirche und Schule in Kanin. Die Kirche war eine Filiale der Mutterkirche von Bliesendorf. Die Kirche entstand im 13. Jahrhundert aus Feldsteinen. Die Restaurierung wird von der „Deutschen Stiftung Denkmalschutz“ in Bonn unterstützt. Im Jahr 1954 gründete sich eine LPG Typ III, die ein Jahr später sechs Mitglieder und 39 Hektar Fläche bewirtschaftete. Sie bestand im Jahr 1960 als LPG Typ III mit 99 Mitgliedern und 375 Hektar Fläche. Außerdem gab es eine LPG Typ I mit 31 Mitgliedern und 97 Hektar Fläche, die 1967 bis 1971 an die LPG Typ III angeschlossen wurde. Sie bestand im Jahr 1973 fort, ebenso gab es im genannten Jahr in Busendorf eine Revierförsterei. In dieser Zeit war Kanin ein Ortsteil von Busendorf.
Die Zugehörigkeit der drei Dörfer zu Sachsen ist nicht mehr erkennbar, geblieben ist nur der Name „Sächsische Dörfer“. Bis zum Beginn des 20. Jahrhunderts gehörte im Süden die Gemarkung „Klaistower Heide“ dazu, die ab 1908 als Fichtenwalde besiedelt wurde. Die vorherrschende Mundart wurde von Sachsen nicht geprägt. Das zauchisch-teltowsche Platt der ganzen Gegend war Umgangssprache. Am 31. Dezember 2001 wurde Busendorf nach Beelitz eingemeindet.

## Münzfund
Im November 2015 stieß Mario Lippert, ein ehrenamtlicher Bodendenkmalpfleger, in einem Busendorfer Spargelfeld mit einem Metallsuchgerät auf 70 alte Münzen aus Silber. Kurz danach fand er mit einem Kollegen weitere 250 Münzen sowie Keramikscherben. Anschließende Erkundungen, an denen das brandenburgische Landesamt für Denkmalpflege beteiligt war, erbrachten insgesamt 502 Münzen und 80 Münzhälften. Im Mai 2016 fand Lippert im Umkreis des Kernfunds weitere gut 100 Münzen und 17 Münzhälften. Es handelt sich meist um Denare, die um 1250/1260 in Brandenburg an der Havel und in Stendal geprägt worden waren.

## Bevölkerungsentwicklung
| Jahr      | 1817 | 1837 | 1858 | 1871 | 1885 | 1895 | 1905 | 1925 | 1939 | 1946 | 1964 | 1971 |
| Einwohner | 107  | 128  | 200  | 162  | 184  | 198  | 199  | 227  | 211  | 265  | 447  | 457  |

## Wappen
Die drei Orte werden im Wappen jeweils durch eine Spargelstange symbolisiert. Die horizontal nach oben gebogene Teilung des Wappenschildes symbolisiert einen Spargeldamm. Die sächsische Vergangenheit wird im oberen Teil des Ortswappens durch das neunfach waagerecht schwarz-golden geteilte Feld dargestellt.
Das Wappen wurde vom Heraldiker Frank Diemar gestaltet.

## Kultur und Sehenswürdigkeiten

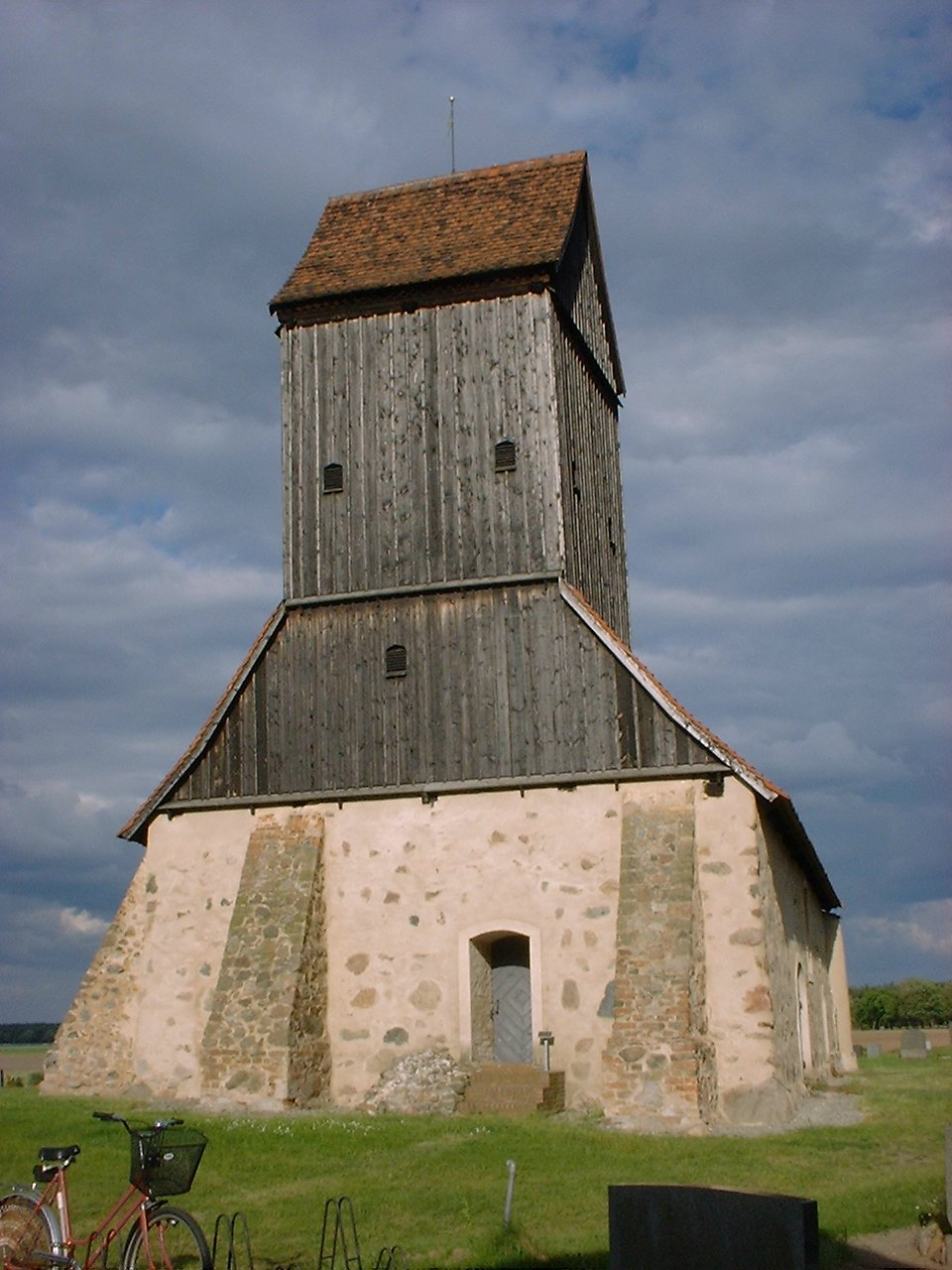
Dorfkirche in Kanin

- Die Dorfkirche Kanin war 2004–2005 als Pfarrkirche der Insel Soonderney des Pfarrers Karl-Heinz Erdmann (dargestellt von Jürgen von der Lippe) einer der Drehorte, in der 14-teiligen Fernsehserie Der Heiland auf dem Eiland. In Vorbereitung zu den Dreharbeiten wurden die Kirche und der Kirchhof teilweise restauriert.
- Im Ort ist der SV 71 Busendorf aktiv, der Fußball, Volleyball, Taekwondo und Reitsport anbietet.
- Die Volkssolidarität bietet Veranstaltungen, Projekte und Ausflüge an.
- Der Kulturverein Lauter Leben entstand aus einer Wohngemeinschaft des Dorfes.
- Ausstellungen in der Kleinen Kunstscheune am Dorfplatz 4

## Regelmäßige Veranstaltungen
- Osterfeuer in Busendorf am Gründonnerstag
- Spagellanddritt am letzten Samstag im Juni
- Sommerfest „Busendorf Open Air“ im Juni
- Lichterglanz Busendorf in der Adventszeit
- Spargelzeit auf den  Höfen in Klaistow und Busendorf

## Wirtschaft

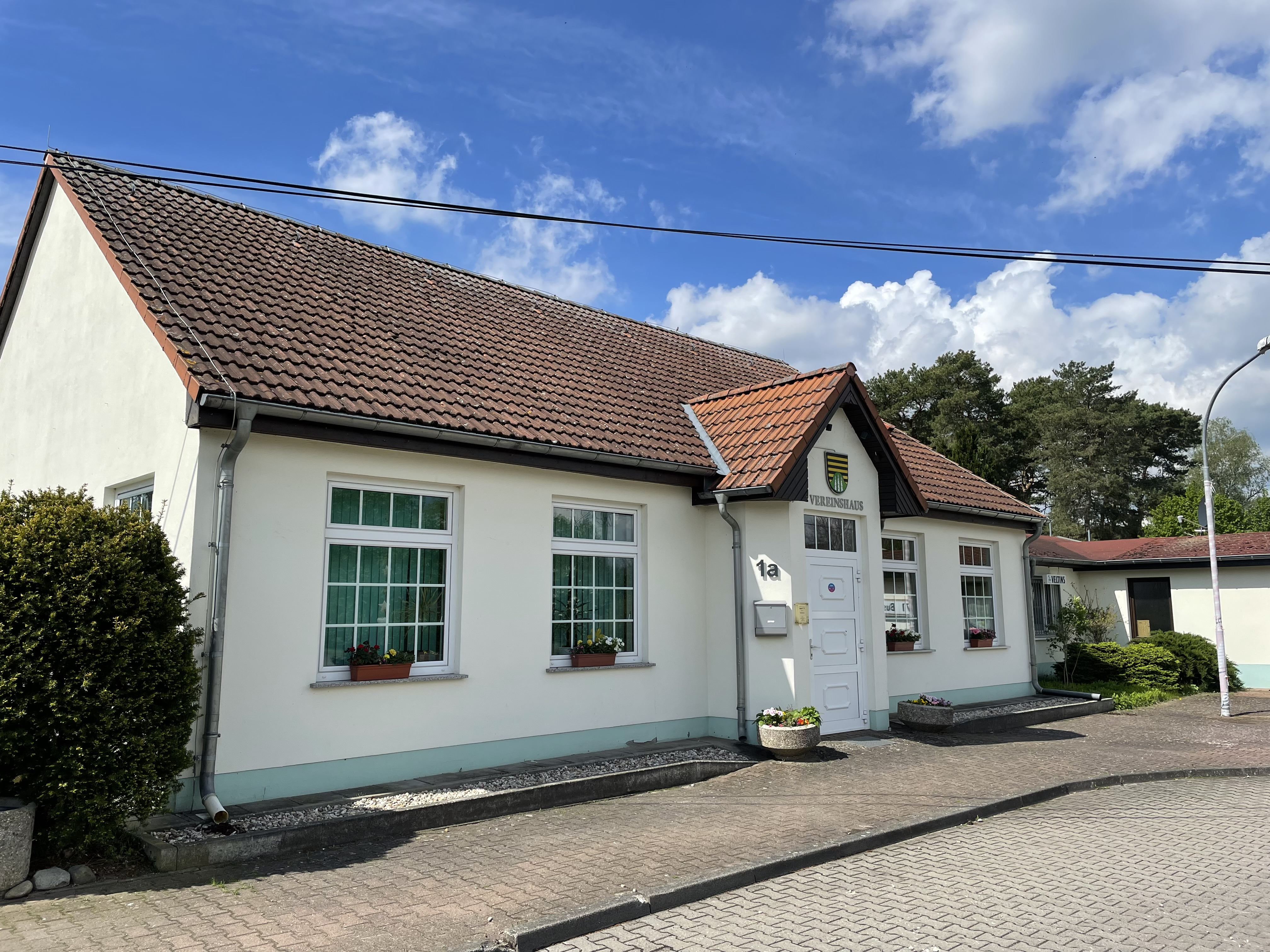
Vereinshaus am Dorfanger

Busendorf liegt am Rand eines ausgedehnten Spargelgebietes. Anbau, Verarbeitung und Vermarktung von Spargel stellen einen bedeutenden Wirtschaftsfaktor dar. Direkt am Ortsrand liegt ein Spargelhof der Gegend, ebenso in Klaistow. Von dort aus wurden in der Saison 2008 rund 250 kg des Edelgemüses wöchentlich bis nach Singapur exportiert.

## Verkehrsanbindung
- Bundesautobahn 10 (Ausfahrt Glindow/Werder)
- Bundesautobahn 9 (Ausfahrt Beelitz-Heilstätten/Fichtenwalde in unmittelbarer Nähe des Berliner Ringes / Dreieck Potsdam (A 10 / A 9)
- Bundesautobahn 2 in unmittelbarer Nähe des Berliner Ringes / Dreieck Werder (A 10 / A 2)
  - Fahrzeiten: in die Berliner Innenstadt 35–45 Minuten, nach Potsdam 25 Minuten
- Bahnhof Beelitz-Heilstätten (Berlin–Bad Belzig)
- Öffentlicher Nahverkehr,
City-Bus und in umliegende Ortschaften (beispielsweise der Bus 645 von Beelitz nach Kloster Lehnin).